# Aurélie Godefroy
Aurélie Godefroy est une journaliste, animatrice et écrivaine française née le 24 mars 1977. Elle succède en 2007 à Catherine Barry à la présentation de l'émission matinale du dimanche Sagesses bouddhistes sur France 2, en alternance avec Sandrine Colombo. Elle anime également depuis 2022, l'émission "L'instant présent" sur AirZen Radio.

## Biographie

### Études
Aurélie Godefroy est diplômée de l'École du Louvre en Histoire de l'Art et Archéologie ainsi que du CFJ (Centre de formation des journalistes), promo 2001.

### Carrière
Depuis 2006, elle collabore au Monde des religions ainsi qu'aux revues Sens & santé, Ultreïa ! et Question de (Albin Michel) dont elle a assuré la coordination des numéros consacrés à la méditation et au corps.
Elle intervient sur de nombreux sujets liés au développement personnel, à la spiritualité, au yoga, à la méditation, à l'art et à la place des femmes dans l'histoire et la société.
Elle participe également à l'animation de débats organisés par le Collège des Bernardins et diffusés sur France Culture.
En juillet 2018, elle a animé le colloque Science Art Méditation avec Marion Cotillard, Frédéric Lopez, Guibert de Marmol, Amandine Roche, Gonzague de Blignières et Jon Kabat Zinn.
Elle collabore régulièrement à la revue Happinez. Depuis 2022, elle anime l’emission «L’instant présent» sur AirZen Radio.

## Livres
- Rites et fêtes du catholicisme, Paris, Éditions Plon, coll. « Petite bibliothèque des spiritualités », 2006, 120 p.  (ISBN 2-259-20371-X)
- Les Religions, le sexe et nous, Paris, Éditions Calmann-Lévy, 2012, 231 p.  (ISBN 978-2-7021-4411-4)
- Le catholicisme : rites, fêtes et symboles, Paris, Presses de la Renaissance, coll. « Les clés du sacré », 2016, 160 p.  (ISBN 978-2-7509-1265-9)
- Sur les chemins de l’harmonie, Éditions Larousse, 2017, 240 p.  (ISBN 2035931452)
- Méditer, une médecine des âmes, Albin Michel, 2018, 224 p.  (ISBN 2226323805)
- Éloge de la douceur, Éditions de l'Observatoire, 2018,  (ISBN 1032903007)
- Les plus belles sagesses du monde pour vaincre son stress, Éditions de l'Étudiant, 2019,  (ISBN 978-2360758067)
- Toutes des sorcières, Éditions Larousse, 2019,  (ISBN 9782035976536)
- Agir et penser comme Coco Chanel, Éditions de l'Opportun, 2021,  (ISBN 978-2380151466)
- À nos sœurs, nos mères et nos filles, Éditions Leduc, 2021,  (ISBN 979-1028520458)
- Le bruit du bonheur, Éditions Leduc, 2021,  (ISBN 979-1028522742)
- Des femmes inspirantes, Éditions Albin Michel, 2022,  (ISBN 978-2226438225)
- Développer son féminin sacré, Éditions Eyrolles, 2022,  (ISBN 978-2416003950)
- Guérisseuses d'hier et d'aujourd'hui, Éditions Eyrolles, 2022,  (ISBN 978-2416005411)
- Amoureuses, G. Trédaniel, 2025,  (ISBN 978-2-8132-3354-7)